# Цианофаги

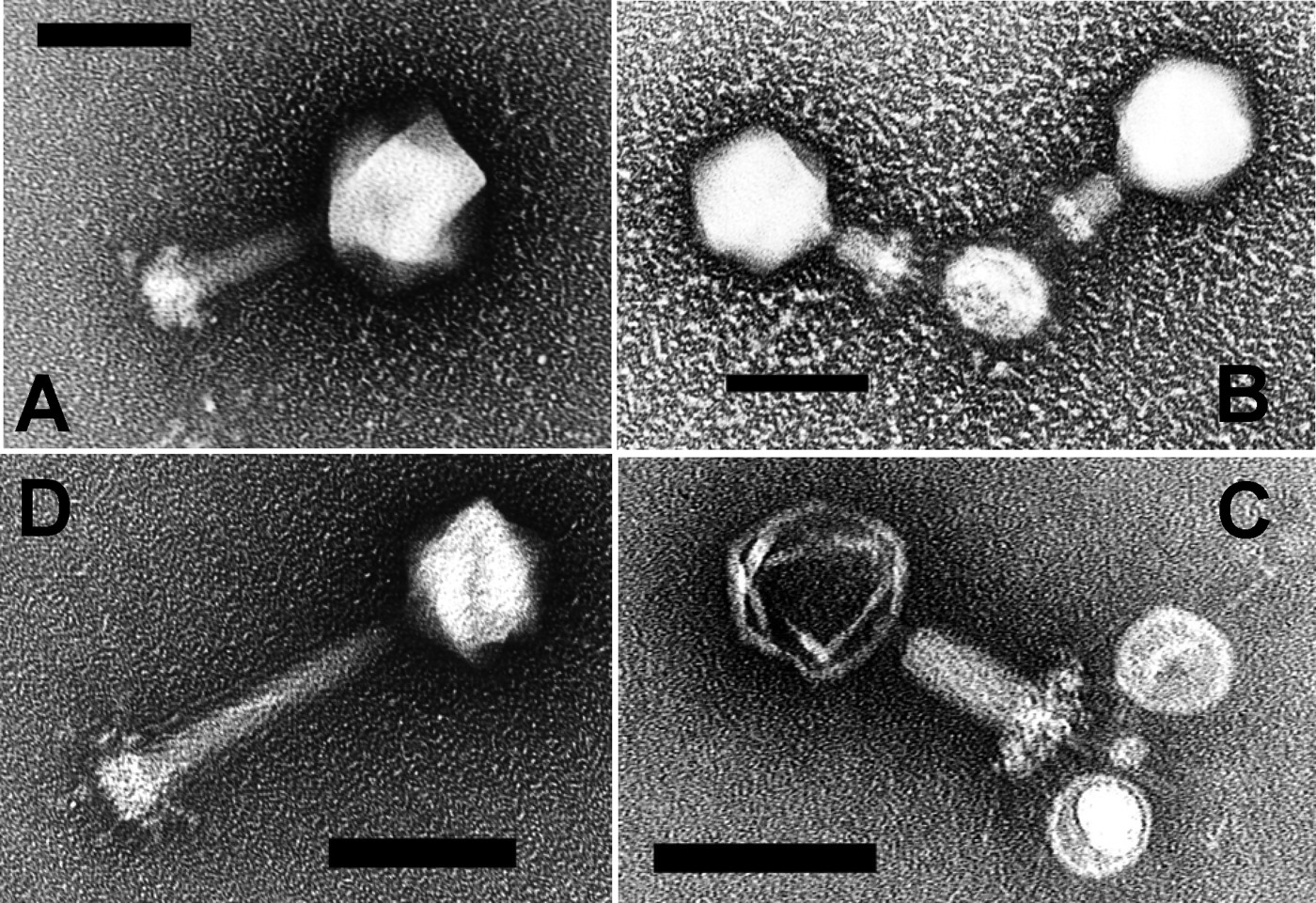
Негативная электронная микрофотография миовирусов Prochlorococcus

Цианофаги — вирусы, инфицирующие цианобактерий. Название образовано от термина фаг, обозначающего вирус, который поражает бактерий. Из-за важной роли цианобактерий как первичных продуцентов органического вещества в мировых океанах, изучение их экологии важно для понимания глобального круговорота углерода. Цианофаги играют важную роль в сообществе цианобактерий, поскольку очень часто переносят гены белков, ответственных за фотосинтез (терминальная оксидаза), устойчивость к недостатку фосфора или малых регуляторных субъединиц фотосистемы один или два. Несмотря на это, генетическое разнообразие цианофагов можно разделить на хорошо очерченные группы сходных изолятов, что для бактериофагов в целом является нехарактерным. Такие группы могут стабильно обнаруживаться в одном и том же месте на протяжении десятилетия и дольше, как было показано в 1999—2013 годах на вирусах, инфицирующих Synechococcus spp. в прибрежных водах Новой Англии.